# Andreea Chițuová
Andreea Chițuová (rumunsky Andreea Stefania Chițu) a (česky Andréa Kicuová), (* 7. května 1988 v Bolintin-Vale, Rumunsko) je rumunská zápasnice – judistka.

## Sportovní kariéra
S judem začala v Bukurešti v 8 letech. Ve 14 letech se přesunula tréninkového centra mládeže v Kluži. Sportovní kariéru mezi seniorkami začala v lehké váze, kde však nestačila na krajanku Corinou Căprioriuovou.
Prosazovat se začala s přechodem do pololehké váhy v průběhu roku 2011. Na olympijské hry v Londýně odjížděla jako mistryně Evropy, ale roli jedné z favoritek nezvládla. Ve druhém kole jí zaskočila veteránka Ilse Heylenová z Belgie. V roce 2016 startovala na olympijských hrách v Riu dokonce jako nasazená jednička, ale podobně jako před čtyřmi lety své předpoklady nenaplnila. Její snažení ukončila ve čtvrtfinále Italka Odette Giuffridaová na yuko. V opravách se jí nedařilo a obsadila 7. místo.

### Vítězství
- 2011 – 1x světový pohár (Čedžu)
- 2012 – 1x světový pohár (Bukurešť)
- 2014 – 2x světový pohár (Taškent, Čedžu)
- 2015 – 3x světový pohár (Záhřeb, Kluž, Čedžu)

## Výsledky
| Olympijské hry     | —  |   |     |    | —  |    |    |     | úč. |    |    |    | 7. |  |  |  |  |  |  |  |  |  |  |  |  |  |  |
| Mistrovství světa  |    | — |     | —  |    | —  | úč | 3.  |     | 5. | 2. | 2. |    |  |  |  |  |  |  |  |  |  |  |  |  |  |  |
| Evropské hry       |    |   |     |    |    |    |    |     |     |    |    | 1. |    |  |  |  |  |  |  |  |  |  |  |  |  |  |  |
| Mistrovství Evropy | —  | — | —   | —  | —  | —  | —  | úč. | 1.  | 2. | 3. | 1. | 3. |  |  |  |  |  |  |  |  |  |  |  |  |  |  |
| ME do 23 let       | —  | — | —   | —  | 2. | 2. | 1. |     |     |    |    |    |    |  |  |  |  |  |  |  |  |  |  |  |  |  |  |
| MS juniorů         | —  |   | úč. |    |    |    |    |     |     |    |    |    |    |  |  |  |  |  |  |  |  |  |  |  |  |  |  |
| ME juniorů         | —  | — | 3.  | 5. |    |    |    |     |     |    |    |    |    |  |  |  |  |  |  |  |  |  |  |  |  |  |  |
| ME dorostenců      | 3. |   |     |    |    |    |    |     |     |    |    |    |    |  |  |  |  |  |  |  |  |  |  |  |  |  |  |